# Елизабет фон Брауншвайг-Волфенбютел
Вижте пояснителната страница за други личности с името Елизабет фон Брауншвайг-Люнебург.
Елизабет I фон Брауншвайг-Люнебург-Волфенбютел (на немски: Elizabeth I von Braunschweig-Lüneburg-Wolfenbuttel; * ок. 1360; † 2 октомври 1420 в Ращеде) от род Велфи (клон Стар Дом Брауншвайг) е принцеса от Брауншвайг-Люнебург и Волфенбютел и чрез женитба графиня на Олденбург.
Тя е дъщеря на херцог Магнус II фон Брауншвайг-Люнебург-Волфенбютел († 1373) и съпругата му принцеса Катарина фон Анхалт-Бернбург († 1390), дъщеря на княз Бернхард III († 1348) и Агнес фон Саксония-Витенберг († 1338).
Елизабет I умира на 2 октомври 1420 г. от епидемия и е погребана в Ращеде.

## Фамилия
Елизабет фон Брауншвайг се омъжва на 5 март 1399 г. за граф Мориц IV (II) фон Олденбург (* ок. 1360/1380; † 3 септември 1420), вторият син на граф Конрад II фон Олденбург († 1401) и съпругата му Кунигунда фон Дипхолц († ок. 1367). Те имат децата:
- Йохан († сл. 1402)
- Анна (* ок. 1380; † сл. 22 юни 1438), омъжена ок. 1424 г. за граф Ото III фон Валдек-Ландау (ок. 1400 – 1458)
- Ингеборг († 14 септември/4 ноември 1431), омъжена между 14 септември/4 ноември 1431 г. за Око (Ото) Хилмерсна тен Брок, господар на Аурих в Източна Фризия († сл. 1437)